# The International Institute for Strategic Studies
The International Institute for Strategic Studies (IISS), Det Internationale Institut for Strategiske Studier, er et forskningsinstitut oprettet i 1958, med hovedsæde i London.
IISS beskriver sig selv som en tænketank, der beskæftiger sig med internationale sikkerheds- og forsvarspolitiske spørgsmål. Tænketanken angiver at have 2.500 individuelle medlemmer og 450 forenings- og institutions-medlemmer fra mere end 100 lande. IISS hævder også, at de er en uafhængig kilde til korrekte og objektive oplysninger om internationale strategiske spørgsmål for politikere og diplomater, udenrigspolitiske analytikere, internationale forretningsmænd, økonomer og journalister.
Siden 1950'erne har IISS udgivet årbogen The Military Balance, som er en årlig vurdering af de enkelte nationer militære kapacitet, og  tidsskrifterne Survival og Strategic Comments.